# آنیتا کری
آنیتا کری (انگلیسی: Anita Carey؛ زادهٔ ۱۶ آوریل ۱۹۴۸ – درگذشتهٔ ۱۹ ژوئیهٔ ۲۰۲۳) بازیگر اهل بریتانیا بود. وی از سال ۱۹۷۲ میلادی تا پایان عمر مشغول فعالیت بوده‌است.
از فیلم‌ها یا مجموعه‌های تلویزیونی که وی در آن‌ها نقش داشته‌است، می‌توان به خیابان کورونیشن، آدمکشان میدسامر، آزمون سخت برای اثبات بی‌گناهی و پوآرو اشاره نمود.